# Cristiano Dalla Pellegrina
Cristiano Dalla Pellegrina (Trento, 28 maggio 1969) è un batterista italiano.

## Biografia
Inizia l'attività musicale alternando il basso alla batteria (che suona da mancino, pur non essendolo). È stato batterista degli Extrema, dove ha militato fino al 2005. Partecipa al Festival di Sanremo assieme al suo corregionale Charley Deanesi nel 1987.
Per passione è il batterista di una Tribute Band dei Red Hot Chili Peppers, i Mother's Milk e di un progetto di tributo al rock/pop degli anni ottanta, i Radiottanta, nonché bassista dei The Jack AC/DC Tribute Band. Professionalmente, oltre agli Extrema, ha suonato in quattro album di Biagio Antonacci e varie tournée. Nel 2005 ha collaborato con i Negrita nella registrazione di alcuni brani di L'uomo sogna di volare. Da quell'anno è il batterista live dei Negrita con cui ha collaborato alla realizzazione del nuovo disco HELLdorado.
Contemporaneamente all'ingresso in pianta stabile nei Negrita arriva l'addio agli Extrema, che al posto di Dalla Pellegrina reclutano Paolo Crimi.
Successivamente entra a far parte dei Rebel Devil, band fondata da Dario "Kappa" Cappanera e dal suo ex-collega negli Extrema Gianluca "GL" Perotti.
Nel 2010 ha collaborato alla registrazione dell'album di Edoardo Bennato Le vie del rock sono infinite.
Nel corso del 2011 ha accompagnato Anansi (Stefano Bannò) nel suo tour dopo l'esibizione a Sanremo 2011 assieme a Tomas Pincigher alla chitarra, Stefano Anderle al basso, e il salentino degli Aretuska Marco Calabrese alle tastiere.
Con i Negrita ha partecipato alla registrazione del nuovo album Dannato vivere in uscita ad ottobre 2011.
Nel 2013 durante l'Unplugged Tour dei Negrita ha suonato anche il basso in alcuni brani.

## Discografia

### Con gli Extrema
Album
- 1993 – Tension at the Seams
- 1995 – The Positive Pressure (of Injustice)

EP
- 1987 – We Fuckin' Care
- 1993 – Proud Powerful and Alive

### Con i Negrita
Album in studio
- 2005 – L'uomo sogna di volare
- 2008 – HELLdorado
- 2011 – Dannato vivere
- 2013 – Déjà vu
- 2015 – 9
- 2018 – Desert Yacht Club
- 2025  - canzoni per anni spietati

Album dal vivo
- 2016 – 9 Live&Live

EP
- 2009 – Venerdì 27 febbraio 2009 - Atlantico Live Helldorado Tour - Roma

Album video
- 2006 – Verso sud

### Altre collaborazioni
- 1998 – Biagio Antonacci – Mi fai stare bene
- 2001 – Extrema – Better Mad Than Dead
- 2001 – Biagio Antonacci – 9/NOV/2001
- 2001 – Biagio Antonacci – Tra le mie canzoni
- 2002 – Syria – Le mie favole
- 2004 – Biagio Antonacci – Live in Palermo
- 2008 – Rebel Devil – Against You
- 2011 – Radiottanta – Ten Years Live Vol. 1